# Kerli Kõiv-diszkográfia
Kerli észt énekesnő diszkográfiája egy nagylemezből, két középlemezből (EP-ből), öt kislemezből és nyolc videóklipből áll. 2006-ban szerződött le az Islands Records-nál, 2008-ban adta ki első, Love Is Dead című albumát, mely 126. helyezést ért el a Billboard 200 listán az Egyesült Államokban. Első kislemeze az albumról, a Walking on Air top 40-es helyezést ért el Ausztriában, Németországban, Olaszországban és Svájcban, valamint összesítve 75. lett az European Hot 100 Singles listán.
2010-ben Kerli kiadta Tea Party című kislemezét az Almost Alice című albumról, mely az Alice Csodaországban című filmhez készült. Az Army of Love (2011) és Zero Gravity (2012) című kislemezek - melyek első, illetve hatodik helyezést értek el a Hot Dance Club Songs listán - kiadását követően jelent meg 2013 márciusában az énekesnő második EP-je, az Utopia, melyet eredetileg albumként szándékozott kiadni. Ekkor jelent meg kislemezként a The Lucky Ones az EP-ről.

## Albumok

### Stúdióalbumok
| Év   | Az album adatai                                                                                        | Legjobb helyezések | Legjobb helyezések | Legjobb helyezések | Legjobb helyezések | Legjobb helyezések | Eladások |
| Év   | Az album adatai                                                                                        | BEL (FL)           | BEL (WA)           | ITA                | SWI                | US                 | Eladások |
| ---- | --- | ------------------ | ------------------ | ------------------ | ------------------ | ------------------ | -------- |
| 2008 | Love Is Dead - Megjelent: 2008. július 7. - Kiadó: Island Records - Formátumok: CD, digitális letöltés | 61                 | 52                 | 64                 | 92                 | 126                |          |

### Középlemezek
| Cím    | Az album adatai                                                                                  | Legjobb helyezések |
| Cím    | Az album adatai                                                                                  | US                 |
| ------ | ------------------------------------------------------------------------------------------------ | ------------------ |
| Kerli  | - Megjelent: 2007. október 16. - Kiadó: Stolen Transmission - Formátumok: CD, digitális letöltés | —                  |
| Utopia | - Megjelent: 2013. március 19. - Kiadó: Island - Formátumok: CD, digitális letöltés              | 196                |

## Kislemezek
| Walking on Air                                              | 2008 | 35 | 32 | 12 | 25 | 20 | 37 | — | Love Is Dead |
| The Creationist (közreműködik Cesare Cremonini)             | 2009 | —  | —  | —  | —  | —  | —  | — | Love Is Dead |
| Tea Party                                                   | 2010 | —  | —  | —  | —  | —  | —  | — | Almost Alice |
| Army of Love                                                | 2011 | —  | —  | —  | —  | —  | —  | 1 | —            |
| Zero Gravity                                                | 2012 | —  | —  | —  | —  | —  | —  | 6 | —            |
| The Lucky Ones                                              | 2012 | —  | —  | —  | —  | —  | —  | 1 | Utopia       |
| Feral Hearts                                                | 2016 | —  | —  | —  | —  | —  | —  | — | —            |
| Blossom                                                     | 2016 | —  | —  | —  | —  | —  | —  | — | —            |
| "—" nem szerepelt listán, vagy nem jelent meg az országban. |      |    |    |    |    |    |    |   |              |

## Fordítás
Ez a szócikk részben vagy egészben  a   Kerli discography című angol Wikipédia-szócikk fordításán alapul.  Az eredeti cikk szerkesztőit annak laptörténete sorolja fel. Ez a jelzés csupán a megfogalmazás eredetét és a szerzői jogokat jelzi, nem szolgál a cikkben szereplő információk forrásmegjelöléseként.